# RELICS -The recur of "ORIGIN"
『RELICS -The recur of "ORIGIN"-』（レリクス ザ リカー オブ オリジン）は、1999年にボーステックが発売した PC 用アクションRPG である。1986年に発売された初代『レリクス』と同じく、登場キャラクターの肉体に乗り移るという斬新なシステムはそのままに、アイテム、乗り移れるキャラクターの大幅な追加が施された。また、自分の行動、乗り移った肉体によってエンディングが変化するマルチ・エンディングを採用している。この作品より、クォータービュー画面が採用され、BGM、登場キャラクターを倒した（倒された）時の悲鳴など、演出面においても強化されているのも、特徴の一つとなっている。操作のほとんどはマウスオペレーションで行うが、後述の特殊能力を使う場合などに限り、特定のキーも使う。

## イントロダクション
漆黒の闇の中を漂う、一つの精神体…精神体は、青い惑星に惹かれ、長い長い旅をしていた。長い旅の間に記憶を失い、更には存在の大半を失っていた精神体は、消滅の危機に瀕している。精神体が青い惑星に視線を下ろすと、海辺に巨大な石造建築物、その近くに数体の生命体の存在を見つけた。「あの生命体の肉体を手に入れれば…」精神体は、消滅までの残り少ない時間で、肉体を手に入れるべく、石造建築物に向けて降下していった…。

## システム
精神体である主人公を、多種多様な生物の肉体に乗り移らせ、進めていく（本作および『The 2nd BIRTH』では「スピリットライド」、ほぼ同一のシステムを持つ『RINNE』では「ボディスナッチ」と称される）。ある肉体へ乗り移るには、その肉体の死体が必要となる（通常は主人公がその肉体を倒して用意するが、最初から死体が用意されている場合や、イベントなどで自動的に肉体を獲得する場合もある）。
主人公の能力は、基本的に肉体の能力に左右される。また各肉体には「火」「雷」「聖」「魔」の四種類の属性が存在し、属性攻撃に対する防御に強く影響する。肉体によっては特殊能力が使えるものもあり、回復、絶対防御、遠距離攻撃、広範囲攻撃、属性攻撃など、多様である。更に、肉体によって所持できるアイテムの上限数も異なる。
肉体には「LATENCY（レイテンシー）=肉体に対する熟練度」というパラメータが存在し、戦闘や特定のアイテムによって上昇、その肉体の能力が強化される。
攻撃力、防御力、属性等はアイテムによっても補強できるが、能力の強化を促す代わりに相反する能力を弱体化させるアイテムや、弱体化のみで強化能力のない「役立たず」なアイテムも存在する。
肉体は「CLASS（クラス）=種族」による相互関係を持ち、同種族のNPCは友好的に、異種族のNPCは敵対的に接する。同種族のNPCとは会話でき、基本的に攻撃できない（特定のコマンドを使えば攻撃可能だが、その階層の同種族を敵に回すことになる）。
マルチエンディングである為、エンディングは複数存在する。初めてエンディングを見るとスタートメニューに「ENDING LIST」が追加され、既に見たエンディングのリプレイが可能となる。

## 種族
本作品には、数種類の種族、多様なキャラクターが登場する。特定のキャラクター、ボスキャラ以外の全てに乗り移ることが可能である。

### MARX（マークス or マルクス）
長い旅路の果てにやって来た「人類」の軍組織で、便宜的に種族として扱われている。遺跡調査の為、遺跡内に物資や弾薬、さまざまな調査器具等を持ち込んでいる。戦闘力的には他種族に見劣りするものの、多種多様な攻撃方法を持つ。
一応、議会などあるようだがMARXの行動には、理不尽な殺人行為だったとしても議会は抗議することすら出来ない。
厳密には異なるが、便宜上、一部の機械もMARXに属している。
- ソルジャー

　電磁警棒を武器にした一般兵。最も階級が低く、そして数が多い。
- スナイパー

　スナイパーライフルを武器にした一般兵。
- キャプテン

　ソルジャーとスナイパーを指揮する小隊長格の戦士。装甲で覆われた拳での格闘戦を得意とするほか、一種のシールドを展開して仲間を守る能力を持っている。
- インペリアル

　マスター直属の親衛隊。マスターほどではないが超能力を使うことも出来、剣の使い手でもある精鋭中の精鋭。
- マスター

　特務機関の指導者の一人。魔法と見まがうほどの超能力を使用する。その権力は大きく、戯れに他のMARXを殺害しても敵対状態にもならない。
- 研究者

　MARXとは違う組織に属する研究者。肉体的には最も貧弱。

### ANIMAL（アニマル）
遺跡内や遺跡下層部に広がる洞窟などに棲みついている野生生物だが、MARXは知性があることにすら気づいておらず、便宜的に他の動物とひとまとめにして扱われている。地球に存在する「兎」に似た生物や、独特の生態系を持つ生物などが存在する。捕食者であることからエイリアンを恐れている。
- ウサギ

　地球のウサギに似た姿の生物。実際には全身が粘液と外骨格に包まれていて、ウサギ型の昆虫とでも言うような不気味な姿をしている。性格が大人しいためペットとして飼われるものもいる一方、排泄物に爆発性の高い物質が含まれており、一定時間後にその糞は爆発する。生きた火炎放射器のような赤ウサ、謎に包まれた金ウサと言う亜種が存在する。
- ブック

　地球のダニに似た生物。最も弱い生物の一つだが、特技が自爆であり油断するととんでもないことになる。性格は悪い。
- ワロック

　時に人間はおろかANIMALも襲う非常に凶暴な生物。しかしながら肉が美味なため、一部で乱獲されている。短気で頭が悪い。
- ガロート

　翼の生えた蛇といった姿をしている。動きは遅いが飛行能力があり、粘液を武器にして攻撃する。のんきな性格。
- デフィート

　カンガルーのような体型の大型ANIMAL。始終何かを食べるか寝るかしている。とてものんきな性格。

### ALIEN（エイリアン）
遺跡下層部に広がる洞窟に棲みつく種族で、女王を頂点とする階層社会を築いている。一時、MARXはANIMALの一種と思いこんでいたが現在は認識を改めている。女王が産卵する事で、１匹からでも数を急激に増やすことができるが女王種は非常に数が少なく、絶滅の危機に瀕している。
- ラウンド

　最も数が多く働き蟻に相当する。
- ガッド

　空中に浮かんで移動する。動きは遅いが粘液を飛び道具として使用する。
- ギガ

　蜘蛛に似た姿をしたALIENの社会構造から離れてしまった巨大生物。ANIMALだけでなく、同属であるはずの他ALIENさえも捕食してしまう。
- スワール

　芋虫に似た姿のALIENの幼生。女王種以外のALIENは全てスワールが変態することで誕生する。戦闘能力は皆無に等しい。
- ストーム

　ALIENの突然変異種。ギガ同様にALIENの社会構造から離れているが極めて強力な戦闘能力を持つ。
- ガーディアン

　一部例外を除いて女王のいるエリアにのみ存在する護衛。女王の居室に侵入したものは同じALIENであっても攻撃する。
- ハーティ

　卵を埋めるクィーンハーティ、死期を悟ったクィーンが産み落とすプリンセスハーティの二種がいる。ALIENの支配者で実は知性があり、他種族と意思の疎通が出来る。

### HEAVEN（ヘヴン）
空中庭園を居城とする種族で、機械で出来た兵隊という趣をもつ。特にHELLと対立している。防御と攻撃は強力だが、自己修復能力（回復）は無きに等しく、「魔」属性には致命的に弱い。「KING」を筆頭とする上級戦士達は、装飾も美しく、「機械仕掛けの天使」のようでもあるという。彼らによって、石造建築物は建設された。
- オブザーバー

　ヘブンの領域だけでなく、ANIMALやALIENの領域でも見られる偵察を目的とした機体。動きは速いが戦闘能力は皆無である。
- ワーカー

　修理などの作業を目的とした機体。動きは遅いが、多少の戦闘能力はある。
- ナイト

　最も一般的なヘブン戦士。
- ケーブ

　ナイトよりも強力なヘブン戦士。ナイト数体に１体といった割合で存在している。
- ディフェンダー

　遺跡の各種に存在する彫刻された柱のような機械。かつてHEAVENがつくったらしいが現在は制御する技術も失われている。

### HELL（ヘル）
遺跡下層部よりも更に地下深くの洞窟最下層部に棲息している種族で、「肉感的な悪魔」という趣をもつ。特にHEAVENと対立している。その肉体は非常に強靭で、些少の傷なら、瞬く間に治癒してしまう。
- ノイン

　かぎ爪を備えた腕に鎌のような翼をもつ。炎に耐性があるが知性は低い。
- フィラ

　鳥のような頭と翼を持つ。肉体的には劣るが、強力な魔属性の飛び道具を使用して攻撃する。
- レギオン

　人間に似た顔を持つ炎を操る種属。続編に登場する亜種には氷を操るものもいる。
- イタージュ

　ヘルの中でも非常にレアな存在。続編では氷を操ることが出来、悪戯好きで他のヘル種族からも嫌われている。

### HORROR（ホラー）
ヘルでもヘブンでもない、全てが謎に包まれた未知の種族。旧作におけるドラゴンや旧作ゲームブックに登場するヘルの正体に相当する。本作では最終盤の地下水路に登場する。

## 登場キャラクター

### 重要人物
主人公
宇宙空間を漂っていた精神体。記憶、存在の大半を失った状態で、惑星の石造建築物（遺跡）に降り立った。その精神体は、生命体の精神に攻撃をかけ破壊、乗り移る能力「スピリットライド」を持つ。
精神体の正体は、HELLの戦士「黒衣の姿」であり、「NASTERCAL（ナスターカル）」とも呼ばれている。HELLの長・ヘリオンとは旧知の間柄だが、禁忌（MARXとの接触）を冒した事をヘリオンの部下の一人「デュフニエル」によって告発され、肉体を封印されてしまう。
ヘリオンの部下である老人「ゴースト」により肉体と精神を切り離され、宇宙空間に運ばれる事で難を逃れた。肉体は女性型HELL「ラキ」によって隠され、精神体となった彼が戻ってくるまで、保管される事になる。
本来の肉体は、長身である以外は人間とそれほど変わらない姿だが、その剣の腕は凄まじく、瞬間移動（実際には、超高速による移動）さえ使いこなす。銀髪で、黒衣に身を包んでいる。
リリィ
肉体と記憶を失った主人公が、最初に思い出した謎の少女。
MARXの少女で、かつてナスターカルと心を通わせていたが、HEAVENによって箱舟に拉致され、コールドスリープによって長い間眠り続けていた。ちなみに、特定のエンディングによって示されるパスワードをNEW GAMEで名前に入力することにより、彼女をプレイヤーキャラとして使用することが可能になる。その際、回復と聖属性攻撃を使うことができる。余談だが、オープニングで彼女のつけている二つの腕輪はゲーム中最高の装備品である神威と神音である。
ラキ
HELLの中で唯一の女性型であり、頭部から悪魔の羽のごとき翼が生えている。ナスターカルに想いを寄せていて、ナスターカルが精神体となって宇宙空間に逃がされた後、ナスターカルの肉体を自らの部屋に隠し、護り続けた。プレイヤーの行動によっては自らは身を引いてリリィを救い出すように促したり、嫉妬に駆られて彼と戦った挙句に命を落としてしまったり、主人公と添い遂げたりと運命が変化する。
ゴースト
HELLの老人で、ナスターカルの身の周りの世話をしていたという存在。ナスターカルを逃がした後、精神を引き裂かれ、獣型の彫像「獣の像」数体に封じ込められてしまう。ナスターカルに助言をし、獣の像を集めるように促す。この獣の像はゴースト本体の他に6体存在し、不思議な力が大なり小なり封じ込められている。その力をゴーストの封じられている像に使うことにより、ゴーストの力が蘇り、一定以上の力を与える事で、ナスターカルが自らの肉体を得るための導き手となる。

### HELL
ヘリオン
HELLの長で、美しい翼を複数枚持った純白の天使のような姿をしている。ナスターカルの友人であるが、遥か昔の大きな戦いの後に深い傷を負い、繭の中で眠りにつき、究極体へ進化すると共に自らの体を癒していた。ナスターカルがリリィを救い出す為に戦い、HELLに背を向けようとしていても尚、彼を見守った。
オルタウ
ヘリオンの付き人であり、デュフニエルの創造主。主人公を陥れた人物の一人。
デュフニエル
ヘルの幹部の一人であり、主人公を罠に掛けて精神分離させた張本人である。主人公をライバル視すると同時にMARXに強い嫌悪を抱いている。極めて強力な戦闘能力を持ち、戦闘時には直立歩行したクモのような姿になって襲いかかってくる。
フラック
ヘルの幹部の一人であり、名前の通り道化師のような姿をしている。人をバカにしたような口調で話し、同じヘル種族であっても戯れに戦いを挑むなどあまり良い性格をしているとは言い難い。ヘリオンやデュフニエルらも知らない裏で、なにやら活動をしている。
エクスギル
ヘルの幹部の一人であり、生きた炎とでも言うべき存在。融通が利かない性格をしている。

### HEAVEN
オーバーロード
ヘブンの最高指導者。たまたま遭遇した主人公を利用し、遺跡からヘル勢力を一掃しようと目論んでいる。部下のキングと違い、嘘や策謀、人質を取ることに躊躇はない。彼自身は記憶を無くしているが、ヘリオンと同様、主人公と旧知の仲だった。
キング
空中庭園の司令官である強力なヘブンの戦士。オーバーロードに忠誠を誓いながらも彼の卑怯な手段を嫌い、その行動に疑問を持っている。展開によっては主人公と戦うことになるが、空中庭園から主人公の脱出に協力するなど義理堅い人物。余談だが、説明書によれば旧作に登場したHEAVENとは彼のことである。
ラディア
ヘブン最強の戦士であると同時に空中庭園の前任司令官であり、ディーナフォースの隊長だった。過去の作戦に於いて消息不明になっている。作中にはオープニングに登場し、謎めいた行動を見せることになる。HEAVENルートの一部では、主人公は自分がラディアであると思いこみ、最新鋭ボディのフィールをさずかりHELL中枢に乗り込むことになる。
ダーラ
ラディアの副官でディーナフォースの前副隊長。ラディア同様、過去の作戦に於いて消息不明となっており、遺跡下層のとある場所で彼のボディを見つけることが出来る。やはりオープニングで謎の多い行動を見せることになる。
ヨルト
遺跡上層部にいたヘブン戦士。精神と肉体を分離されており、主人公の行動によっては彼にヘブンへの伝言を頼み消滅する。
シール
一部のエンディングでのみ登場する精鋭部隊『ディーナフォース』の現副隊長。主人公がラディアではないと看破する。
ゼーレ
空中庭園から転送されたエリアに存在する巨大な戦闘機械。既に動かなくなっていたはずだが…。

### MARX
マスター
MARX評議会の一員であり、MARX側の登場人物で最も階級が高い。どのようなボディであっても主人公を一目見ただけでただ者ではないと見抜き、戦うことになる。また、推測だけで遺跡の謎の一端をつかみかけていた。実はうら若き女性である。
アポクリファ
厳密には人物ではないが、遺跡で見つけた技術を元に製作された究極兵器。特定エンディングで表示されるパスワードを入力することでその性能テストをすることになる。

### ANIMAL
金ウサ
HELLとHEAVENの戦いに巻き込まれることを憂いているANIMAL達の指導者。

### ALIEN
クィーン・ハーティ
続編と違い交渉や会話など一切出来ないが、本作では彼女を倒し、それにスピリットライドすることでエイリアンエンディングが発生する。

## その他
- バグがいくつか存在した為、ボーステックのサイトでアップデートプログラムが頒布された。このアップデートプログラムは、2007年8月現在も、ボーステックのサイトで取得可能である。
- OP、ED曲が存在する。詳細は以下の通り。また、OE, ED曲を収録したCDと歌詞カードがゲームの付属品であった。
  - OP：Promised Land
  - ED：Love Train
    - 作曲、編曲：風祭東
    - 作詞：清水咲斗子
    - 歌：（日本語）藤村優理子、（英語）渡辺かおる

ただし、歌声を聴くためには「HAPPY END」をクリアしなければならない。それ以外のエンディングの場合、インストゥルメンタルが流れる。